# Oscar 1929
Prima ediție a Premiilor Oscar (engleză: 1st Academy Awards) a avut loc la 16 mai 1929, fiind organizată în Hotelul Roosevelt din Hollywood de către Academia Americană de Film (Academy of Motion Picture Arts and Sciences, AMPAS). Au fost decernate premii pentru filme care au avut premiera în perioada 1927 - 1928. Gazdă a fost Douglas Fairbanks, președintele AMPAS. Biletele de intrare au costat 5 dolari,  270 de persoane participând la eveniment. Actorii au ajuns la hotel în mașini de lux, mulți fani așteptându-i în fața hotelului. Premiile au fost create de Louis B. Mayer, fondator al Louis B. Mayer Pictures Corporation (în prezent fuzionată în Metro-Goldwyn-Mayer). Acesta este singura ceremonie a premiilor Oscar care nu a fost difuzată la radio sau la televiziune.
În timpul ceremoniei AMPAS a prezentat Premiile Academiei (cunoscute în special sub numele de Oscar) pentru 12 categorii. Câștigătorii au fost anunțați cu trei luni înainte de decernare. Unele nominalizări au fost anunțate fără a specifica un film anume, cum ar fi Ralph Hammeras și Nugent Slaughter care au fost nominalizați pentru categoria Cele mai bune efecte inginerești (retrasă ulterior). Spre deosebire de ceremoniile ulterioare, actorii sau regizorii puteau primi premiul pentru mai multe filme realizate într-un an. De exemplu, Emil Jannings a primit premiul pentru Cel mai bun actor atât pentru The Way of All Flesh cât și pentru The Last Command. Mai mult, atât Charlie Chaplin cât și Warner Bros. au primit un premiu onorific.
Un aspect interesant este că la prima ediție a Premiilor Oscar au fost două categorii pentru Cel mai bun film: Film excepțional (acum cunoscut sub numele de Cel mai bun film), acordat filmului Wings și categoria Producție unică și artistică, acordat filmului Sunrise: A Song of Two Humans. Începând cu ediția următoare ultima categorie a fost retrasă, astfel încât Wings este recunoscut ca fiind primul film care a câștigat Premiul Oscar pentru Cel mai bun film.

## Câștigători și nominalizați

### Film excepțional
Câștigător
- Wings - Lucien Hubbard pentru Paramount Pictures

Nominalizați
- The Racket - Howard Hughes pentru Paramount Pictures
- 7th Heaven - William Fox pentru Fox Film Corporation

### Producție unică și artistică
Câștigător
- Sunrise: A Song of Two Humans - William Fox pentru Fox Film Corporation

Nominalizați
- Chang: A Drama of the Wilderness - Merian C. Cooper și Ernest B. Schoedsack pentru Paramount Pictures
- The Crowd - Irving Thalberg pentru Metro-Goldwyn-Mayer

### Cel mai bun regizor (film de comedie)
Câștigător
- Lewis Milestone - Two Arabian Knights

Nominalizați
- Ted Wilde - Speedy

### Cel mai bun regizor (film dramatic)
Câștigător
- Frank Borzage - 7th Heaven

Nominalizați
- Herbert Brenon - Sorrell and Son
- King Vidor - The Crowd

### Cel mai bun actor
Câștigător
- Emil Jannings - The Last Command și The Way of All Flesh

Nominalizați
- Richard Barthelmess - The Noose și The Patent Leather Kid

### Cea mai bună actriță
Câștigător
- Janet Gaynor - 7th Heaven, Street Angel și Sunrise: A Song of Two Humans

Nominalizați
- Louise Dresser - A Ship Comes In
- Gloria Swanson - Sadie Thompson

### Cea mai bună poveste originală
Câștigător
- Ben Hecht - Declasații

Nominalizați
- Lajos Bíró - The Last Command

### Cea mai bună poveste adaptată
Câștigător
- Benjamin Glazer - 7th Heaven

Nominalizați
- Anthony Coldeway - Glorious Betsy
- Alfred A. Cohn - The Jazz Singer

### Cea mai bună imagine
Câștigător
- Charles Rosher și Karl Struss - Sunrise: A Song of Two Humans

Nominalizați
- George Barnes - The Devil Dancer
- George Barnes - The Magic Flame
- George Barnes - Sadie Thompson

### Cele mai bune decoruri
Câștigător
- William Cameron Menzies - The Dove și Tempest

Nominalizați
- Harry Oliver - 7th Heaven
- Rochus Gliese - Sunrise: A Song of Two Humans

### Cele mai bune efecte inginerești
Câștigător
- Roy Pomeroy - Wings

Nominalizați
- Ralph Hammeras - fără un film specific
- Nugent Slaughter - fără un film specific

### Cel mai bun titlu
Câștigător
- Joseph Farnham - The Red Mill

Nominalizați
- George Marion, Jr. - The Magic Flame
- Gerald Duffy - The Private Life of Helen of Troy

## Premii onorifice
- Charlie Chaplin pentru realizarea filmului Circul.
- Warner Bros. pentru realizarea filmului Cântărețul de jazz, primul film sonor.